# Andrzej Sokala
Andrzej Jan Sokala (ur. 12 maja 1955 w Kamienicy Polskiej) – polski prawnik i nauczyciel akademicki, profesor nauk prawnych specjalizujący się w prawie rzymskim i prawie wyborczym. W latach 2005–2012 dziekan Wydziału Prawa i Administracji UMK, w kadencji 2012–2016 oraz 2016–2020 prorektor, a w kadencji 2020–2024 rektor UMK.

## Życiorys
W 1974 został absolwentem I Liceum Ogólnokształcącego im. Bolesława Krzywoustego w Nakle nad Notecią. Następnie podjął studia prawnicze na Uniwersytecie Mikołaja Kopernika w Toruniu, które ukończył w 1978. W latach 1980–1981 odbył aplikację sądową w Sądzie Wojewódzkim Bydgoszczy zakończoną egzaminem sędziowskim.
W 1989 uzyskał stopień naukowy doktora na podstawie monografii pt. Lenocinium w prawie rzymskim. W 1999 habilitował się na podstawie dorobku naukowego oraz rozprawy pt. Meretrix i jej pozycja w prawie rzymskim. Tytuł profesora nauk prawnych uzyskał 4 sierpnia 2011. Od 1981 zawodowo związany z Katedrą Prawa Rzymskiego na WPiA UMK, od 2000 pełniąc funkcję kierownika tej katedry. W 2008 został także kierownikiem Centrum Studiów Wyborczych na Uniwersytecie Mikołaja Kopernika. W latach 2005–2012 przez dwie kadencje pełnił funkcję dziekana Wydziału Prawa i Administracji swojej uczelni. W marcu 2012 został wybrany na prorektora UMK ds. studenckich i polityki kadrowej na kadencję 2012–2016. W marcu 2016 ponownie został prorektorem z tym samym zakresem obowiązków. Był także profesorem w Kujawsko-Pomorskiej Szkole Wyższej w Bydgoszczy.
Jest członkiem m.in. Polskiego Towarzystwa Filologicznego i Polskiego Towarzystwa Historycznego, powołany w skład Komitetu Nauk o Kulturze Antycznej Polskiej Akademii Nauk. Jest autorem i współautorem kilkudziesięciu publikacji naukowych, dydaktycznych i popularnonaukowych z zakresu prawa rzymskiego i prawa wyborczego, w tym tych dziedzin, m.in. Leksykonu prawa wyborczego i systemów wyborczych. W latach 1991–2001 był dyrektorem Delegatury Krajowego Biura Wyborczego w Toruniu, a w latach 2003–2005 członkiem Trybunału Stanu.
W 2007 bez powodzenia ubiegał się o wybór do Trybunału Konstytucyjnego. 8 października 2015 został wybrany przez Sejm RP VII kadencji na sędziego Trybunału Konstytucyjnego, jego kadencja miała rozpocząć się 9 grudnia 2015. 25 listopada 2015 Sejm głosami posłów PiS i Kukiz’15 podjął uchwałę „w sprawie stwierdzenia braku mocy prawnej” uchwały o wyborze Andrzeja Sokali na sędziego TK. Wydarzenia te miały wpływ na zaistnienie pod koniec 2015 kryzysu wokół Trybunału Konstytucyjnego w Polsce. 3 grudnia 2015 Trybunał Konstytucyjny orzekł, że przepisy ustawy o TK, na mocy których nastąpił wybór na sędziego TK m.in. Andrzeja Sokali, są niezgodne z odpowiednimi przepisami Konstytucji RP.
W marcu 2020 został wybrany na nowego rektora Uniwersytetu Mikołaja Kopernika w Toruniu, będąc jedynym kandydatem na to stanowisko (na czteroletnią kadencję od 1 września 2020). W 2024 nie ubiegał się o wybór na kolejną kadencję.

## Odznaczenia
- Złoty Krzyż Zasługi (2000, za działalność na rzecz demokratyzacji prawa wyborczego i przeprowadzanych wyborów)[10]
- Medal Komisji Edukacji Narodowej (2005)